# Абоин-даш-Шосаш
Абоин-даш-Шосаш (порт. Aboim das Choças)  —  район (фрегезия) в Португалии,  входит в округ Виана-ду-Каштелу. Является составной частью муниципалитета  Аркуш-де-Валдевеш. По старому административному делению входил в провинцию Минью. Входит в экономико-статистический  субрегион Минью-Лима, который входит в Северный регион. Население составляет 354 человека на 2001 год. Занимает площадь 1,80 км².
Покровителем района считается Сту.-Эштеван (порт. Sto. Estevão). 